# 木津内用水路
木津内用水路（きづうちようすいろ）は、埼玉県北葛飾郡杉戸町を流れる農業用水路である。

## 概要
嘉永2年（1849年）（旧上木津内村）、埼玉県北葛飾郡杉戸町大字木津内の江戸川より分水し、主として江戸川より西側の水田地域を灌漑する。北葛飾郡杉戸町大字目沼にて根用水と中用水とに分流し、終点となる。
現在は江戸川に設けられた木津内揚水機場より引水され、北葛飾郡杉戸町大字木津内および大字目沼の水田などの農地の中を主に流下する。
分流
- 根用水
- 中用水

## 流路
- 水源：江戸川
- 起点：埼玉県北葛飾郡杉戸町大字木津内
- 北葛飾郡杉戸町大字木津内にて江戸川より分水し、南西へ流れる。
- 大字目沼の南部を南西へ流下する。
- 目沼グラウンドの南西にて根用水と中用水とに分流し、木津内用水路は終点となる。
- 終点：根用水・中用水

## 橋梁

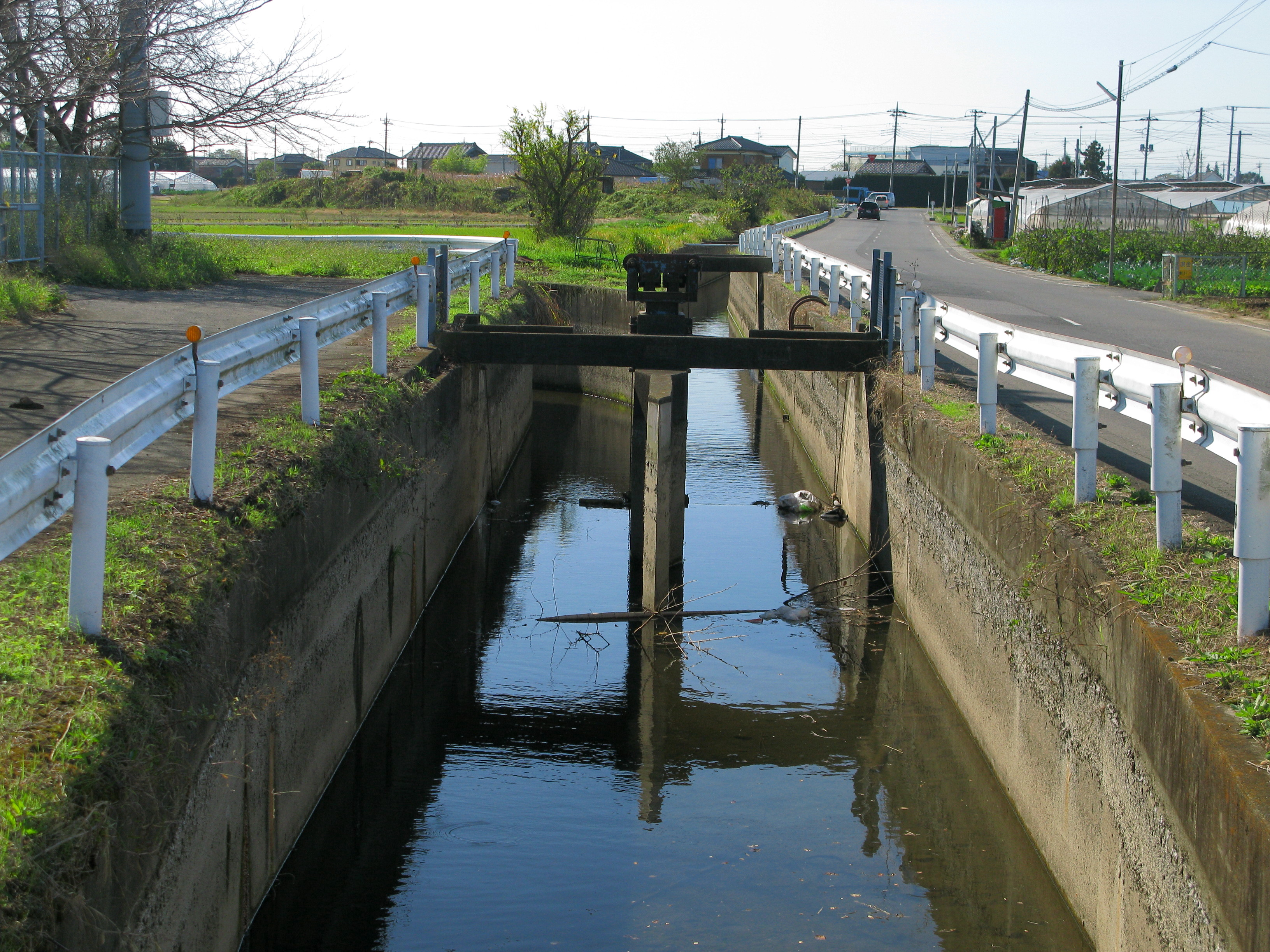
根用水と中用水の分水門

- 木津内樋管 - 江戸川土手下の暗渠（江戸川土手上の道路）
- 294号橋（杉戸町道2186号線）
- 293号橋（杉戸町道2186号線）
- 新蛇橋（杉戸町道I-12号線）
- 蛇橋 - 昭和53年（1978年）の新蛇橋完成まで使用されていた旧橋。現橋の西側の民有地内に並行して架かる橋。
- 235号橋（杉戸町道2045号線）
- 浅間橋（杉戸町道2036号線）

## 周辺の施設
- 木津内揚水機場
- 目沼グラウンド
- 根用水・中用水の分水門